# Break the Records -by you & for you-
『Break the Records -by you & for you-』（ブレーク・ザ・レコーズ バイ・ユー・アンド・フォー・ユー）は、日本の男性アイドルグループ、KAT-TUNの4枚目のアルバム。2009年4月29日発売。

## 概要
- 前作から、約10か月ぶりのアルバム。
- シングルとあわせると3か月連続リリースとなった。
- 初回限定盤、通常盤の2種類でリリース。
- 初回限定盤はSpecial Booklet付きで、通常盤にはボーナストラック「MOON」を追加収録。
- 事実上6人編成でのラストアルバムとなった。

## 収録曲
※シングル曲の詳細はそのページを参照。
1. DON'T U EVER STOP (4:14)
作詞：SPIN RAP詞：JOKER 作曲：SHUSUI / Fredrik Hult / Carl Utbult 編曲：SHUSUI / Fredrik Hult / Carl Utbult / Yukihide "YT" Takiyama
  - 7thシングル
2. SADISTIC LOVE (4:53)
作詞：MASANCO RAP詞：JOKER 作曲：STEVEN LEE 編曲：EIGO
3. RESCUE (4:45)
作詞：ECO RAP詞：JOKER 作曲:SHUSUI /Tord Bäckström/Bengt Girell/Jan Nilsson 編曲：Stefan Åberg / ha-j
  - 10thシングル
4. WATER DANCE (4:23)
作詞：MASANCO RAP詞：JOKER 作曲：M.Y[注 1][1][2] 編曲：YUICHI HAMAMATSU
5. ONE DROP (3:36)
作詞：SPIN RAP詞：JOKER 作曲：t-oga / M.U.R. 編曲：ha-j
  - 9thシングル
6. WHITE WORLD  (4:41) - 中丸雄一
作詞・作曲・編曲:KATSUHIKO SUGIYAMA
7. care (3:19) - 赤西仁
作詞：JIN AKANISHI / KAZUNARI OHNO 作曲・編曲：NORIYOSHI MATSUSHITA
旧タイトルは「I know」。デビュー前にも歌番組で多々披露されているが、歌詞が少し違う。グループ脱退後や独立後も披露されている2020年4月22日に発売された赤西仁のベストアルバム、OUR BESTに再録バージョンが収録されている
8. 1582 (4:33) - 亀梨和也
作詞：n 作曲：M.Y[注 1][1][2] 編曲：YUICHI HAMAMATSU
9. PIERROT (3:47) - 田中聖
作詞：JØKER 作曲：ATSUSHI / JØKER 編曲：ATSUSHI
10. 花の舞う街  (4:53) - 上田竜也
作詞・作曲：TATSUYA UEDA 編曲：kao、ストリングスアレンジ：Tomoki Kikuya
11. WIND (5:13) - 田口淳之介
作詞：JUNNOSUKE TAGUCHI 作曲：JUNNOSUKE TAGUCHI / GIN KITAGAWA 編曲：GIN KITAGAWA
12. 君道 (4:26)
作詞：mugen / HIDENORI TANAKA 作曲：mugen 編曲：KOUSUKE NOMA
13. 春夏秋冬 (3:47)
作詞：ECO RAP詞：JOKER 作曲：KOJI MAKAINO 編曲：KAORU OKUBO
14. White X'mas (Album Version) (4:50)
作詞：ECO RAP詞：JOKER 作曲：NAO 編曲：NAO / ha-j
  - 8thシングルのアルバムバージョン

シングルにはなかったRAP詞が追加されている。
15. NEIRO (4:51)
作詞：SPIN 作曲：RYOSUKE SHIGENAGA 編曲：YOSHINAO MIKAMI
16. MOON（ボーナストラック）(4:44)
作詞：ECO / MASANCO 作曲：JOVETTE RIVERA / JOEY CARBONE 編曲：YUKIHIDE "YT" TAKIYAMA
通常盤のみ収録。